# روبن گارابایا
روبن گارابایا (اسپانیایی: Rubén Garabaya‎؛ زادهٔ ۱۵ سپتامبر ۱۹۷۸) بازیکن هندبال اهل اسپانیا بود.
از باشگاه‌هایی که در آن بازی کرده‌است می‌توان به باشگاه هندبال بارسلونا اشاره کرد.